# WiBro
WiBro（全稱為Wireless Broadband，韓語原文為：와이브로）是由韩国电子通信研究院發展的一個無線寬頻網際網路的技術，在2002年2月。韓國政府在2.3GHz的頻帶中保留了100MHz的頻寬。在2004年的稍後，韓國的TTA（Telecommunications Technology Association）將WiBro第一階段予以標準化。
WiBro基地台（Base Station，也稱：基站）提供了30Mbps—50Mbps的資料流速度並可涵蓋1公里—5公里的距離內移動式的網際網路需求使用。
2005年APEC Summit在釜山會議的實際測試中，可用的距離與頻寬比上述的數字都還要略小一些。這項技術並且包含了頻寬管理、流量控管（Quality of Service，QoS）的機制，使得WiBro得以可靠的傳送影像流等資訊。
當WiBro精準的定義了他的需求--自頻譜的使用到設備的設計，WiMAX卻將他大多數的需求留給設備製造商去定義，從而確保了這些設計的互通性、相容性。

## 相關參見
- Wireless Internet Protocol（英语：Wireless Internet Protocol）
- DMB（簡稱：DMB）數位（也稱：數碼、數字）多媒體廣播
- WiMAX
- IEEE 802.16
- HiperMAN（英语：HiperMAN）

## 外部連結
- 韓國電信的WiBro官方網站 - （韓文）

- WiMAX是機會還是欺騙？（ITERA 2006學術研討會上的一場演說，談及WiBro與WiMAX） （页面存档备份，存于）

- 新聞報導有關LG與Intel間的協議 -（英文）
- 韓國TTA（Telecommunications Technology Association） （页面存档备份，存于） -（韓文）
- 南韓推行行動型寬頻（也稱：寬帶）

- 南韓正式啟動WiBro營運服務 （页面存档备份，存于）